# Nyctemera battakorum
Nyctemera battakorum är en fjärilsart som beskrevs av Adalbert Seitz 1915. Nyctemera battakorum ingår i släktet Nyctemera och familjen björnspinnare. Inga underarter finns listade i Catalogue of Life.